# Academia Nacional de Bellas Artes San Alejandro
La Academia Nacional de Bellas Artes San Alejandro es una academia fundada el 15 de enero de 1818 en el convento de San Agustín, La Habana, Cuba. Es la tercera institución más antigua en Hispanoamérica que ejerce la enseñanza desde su establecimiento, es únicamente antecedida por la Universidad de La Habana y por la Real Academia de San Carlos de las Nobles Artes, fundada en 1781 en Ciudad de México. Fue nombrada a partir de 1832 "San Alejandro" en memoria de Alejandro Ramírez, superintendente general y director de la Real Sociedad Económica de Amigos del País de La Habana.

## Orígenes
Surge a partir de los cambios que sucedieron en España en el siglo XIX tras la invasión napoleónica, el vacío de poder y la proclamación de la constitución de Cádiz de 1812.
Quedó establecida por la Real Sociedad Patriótica y el Real Consulado de la ciudad de La Habana como la Escuela Gratuita de Dibujo y Pintura. Su primer director, Juan Bautista Vermay, que llegó a Cuba cuando el imperio bonapartino se derrumbó, contaba con 31 años.

## Dirección
En sus años de existencia, la Academia ha sido dirigida por prestigiosos artistas, tanto cubanos como extranjeros:
- Jean Baptiste Vermay (1818-1833)
- Francisco Camilo Cuyás Sierra (1833-1836)
- Francisco Guillermo Colson (1836-1843)
- Joseph Leclerc de Baumé (1843-1852)
- Pedro-Federico Mialhe Toussaint (1852-1858)
- Hércules Morelli (1858-1859)
- Augusto Ferrán (1859)
- Juan Francisco Cisneros Guerrero (1859-1878)
- Miguel Melero Rodríguez (1878-1907)
- Luis Mendoza Sandrino (1907-1926)
- Juan Emilio Hernández Giro (1926-1927)
- Armando García Menocal (1927-1934)
- Leopoldo Romañach Guillén (1934-1936)
- Manuel Vega López (1936-1939)
- Esteban Valderrama Peña (1939-1942)
- Enrique García Cabrera (1942-1946)
- Domingo Ramos Enríquez (1946-1947)
- Mariano Miguel González (1947-1949)
- Esteban Valderrama Peña  (1949-1950)
- Leopoldo Romañach Guillén (1950)
- Esteban Valderrama Peña (1950-1953)
- Enrique Caravia Montenegro  (1953)
- Esteban Valderrama Peña (1953-1959)
- Carmelo González Iglesias (1959)
- Florencio Gelabert Pérez (1959-1962)
- Fausto Ramos Valdés (1962-1963)
- Josefina González Grande (1963-1967)
- Luis Fuentes Quesada (1967)
- José de Lázaro (Delarra) Bencomo (1967-1968)
- Mercedes Soto (1968-1969)
- Ahmed Safille (1969-1972)
- Roberto Martíínez (1972-1973)
- Armando Prieto (1973-1974)
- Jorge Samper (1974-1975)
- Juan Sánchez Sánchez (1975-1978)
- Celia Morán (1978-1981)
- Jorge Rodríguez (1981-1990)
- Jorge Ferrero de Armas (1990-1993)
- Miguel Fagundo Batista (1993-1999)
- Sandra Fuentes Guevara (2000–2019)
- Julio César Pérez Moracen (2021-presente)

## Artistas graduados en el curso 1941-1942
- Antonio Alejo Alejo - Pintor y profesor.
- Carmelo González Iglesias.
- Francisco Cobo - Pintor y profesor.
- Francisco Coro Marrodán - Pintor y profesor.
- Juan Roberto Diago Querol - Pintor y profesor - (La Habana, Cuba; 1920 — Madrid, España; 1955).
- Rafael Soriano López - Pintor y profesor.
- Servando Cabrera Moreno.

## Otros graduados
- Mariano Suárez del Villar
- Tomas Oliva Gonzalez
- Zoila Iris Aguero Ortega
- Tomas Oliva Aguero
- Celeste Woss y Gil
- Jose Bedia Valdes
- Agustín Cárdenas Alfonso
- Alexis Leyva Machado
- Carlos Verdial
- César Leal
- Domingo Ravenet
- Eduardo Félix Abela Villarreal
- Félix Cobarrocas
- Fidelio Ponce de León
- Flora Fong
- Gumersindo Barea
- Jorge Arche
- Juan José Sicre
- Juan Moreira
- Liliam Cuenca González
- Mario Carreño y Morales
- Raúl Martínez González
- Rita Longa
- Roberto Fabelo
- Teodoro Ramos Blanco
- Tomás Sánchez
- Víctor Manuel
- Zilia Sánchez Domínguez
- Juan Esnard Heydrich
- Irene Sierra Carreño
- Nelson Madero
- Amaury Suárez Fernández
- Agustín Fernández
- Juan Francisco Cancio Lazo